# Tetranchyroderma pugetensis
Tetranchyroderma pugetensis är en djurart som tillhör fylumet bukhårsdjur, och som beskrevs av Christian Wieser 1957. Tetranchyroderma pugetensis ingår i släktet Tetranchyroderma och familjen Thaumastodermatidae. Inga underarter finns listade i Catalogue of Life.